# Chiliomodi
Chiliomodi  este un oraș în Grecia în prefectura Corintia.

## Personalități
- Irene Papas (n. 1926) - actriță grecoaică